# Iorgos Samaràs
Iorgos Samaràs (grec: Γιώργος Σαμαράς) (Càndia, Grècia, 21 de febrer de 1985), és un futbolista grec. Juga de davanter i el seu equip actual és el Real Zaragoza.

## Biografia
Samaràs es va traslladar als Països Baixos quan tenia 16 anys per jugar a les categories inferiors del SC Heerenveen. Va debutar amb la primera plantilla en la temporada 2003-04, en què va jugar 10 partits de lliga.
El gener de 2006, l'Arsenal FC va posar interès al jugador però és finalment un altre equip anglès, el Manchester City FC, el que es fa amb els seus serveis. El seu fitxatge va costar 6 milions de lliures, convertint-se en el major desemborsament realitzat per un jugador grec.
Va debutar en lliga amb el seu nou club en un partit contra el Newcastle. Va marcar el seu primer gol a la Premier League el 12 de febrer en la victòria del seu equip contra el Charlton Athletic (3-2). En la seva segona temporada al club va marcar només 6 gols, el que li va valer algunes crítiques dels periodistes d'aquest país. L'any següent va jugar pocs partits i l'equip va decidir cedir-lo al mercat d'hivern.
El 29 de gener de 2008 se n'anà al Celtic de Glasgow en qualitat de cedit. Va aconseguir marcar en el seu debut, a la Copa d'Escòcia contra el Kilmarnock (5-1), i va realitzar una bona temporada en què es va aconseguir el títol de lliga. Per això, el 15 de juliol, el Celtic va exercir l'opció de compra que tenia sobre Samaràs.
El 6 de febrer de 2017 fitxa pel Real Zaragoza fins al final de la temporada 2016/17.